# Département Cantal
Das Département Cantal [kɑ̃ˈtal] ist das französische Département mit der Ordnungsnummer 15. Es liegt in der Mitte des Landes in der Region Auvergne-Rhône-Alpes und ist nach dem zweithöchsten Berg des Zentralmassivs, dem Plomb du Cantal (1855 m), benannt.

## Geographie
Das Département grenzt im Norden an das Département Puy-de-Dôme, im Osten an das Département Haute-Loire, im Südosten an das Département Lozère der Region Okzitanien, im Süden an das Département Aveyron,  ebenfalls Okzitanien, im Südwesten an das Département Lot, ebenfalls Okzitanien, sowie im Westen und Nordwesten an das Département Corrèze der Region Nouvelle-Aquitaine.
Das Département liegt im Inneren des Zentralmassivs. In den Monts du Cantal, in der Mitte des Départements gelegen, befindet sich der namensgebende Plomb du Cantal. Der Regionale Naturpark Volcans d’Auvergne umfasst den zentralen Teil des Départements und geht im Norden in das Département Puy-de-Dôme über. An der Départementsgrenze liegen das Granitplateau Artense und das Bergland Cézallier. Die Dordogne fließt zumeist auf der Nordwestgrenze zum  Département Corrèze, der Lot auf einem Teil der Südgrenze zum Département Aveyron. Die Truyère, ein rechter Nebenfluss des Lot, durchzieht den Südosten des Départements in einer Kette von Schluchten und Stauseen.

## Wappen
Beschreibung: In Gold eine rote Kirchenfahne mit grünem Saum auf der ein blaues Schildlein mit goldenem Schrägrechtsbalken liegt, der von drei silbernen Muscheln zu beiden Seiten begleitet wird.

## Geschichte
Das Département wurde während der Französischen Revolution am 4. März 1790 aus einem Teil der damaligen Provinz Auvergne gebildet. Es untergliederte sich in vier Distrikte (frz.: district), den Vorläufern der Arrondissements. Die Distrikte waren Aurillac, Mauriac, Murat und Saint-Flour. Das Département und die Distrikte untergliederten sich in 20 Kantone und hatten (1791) 239.972 Einwohner. Hauptstadt war zunächst Saint-Flour, alternierend mit Aurillac. 1794 wurde Saint-Flour als alleinige Hauptstadt bestimmt, aber bereits 1795 endgültig auf Aurillac festgelegt.
Die den Distrikten entsprechenden Arrondissements Aurillac, Mauriac, Murat und Saint-Flour wurden am 17. Februar 1800 eingerichtet. Am 10. September 1926 wurde das Arrondissement Murat aufgelöst und in das Arrondissement Saint-Flour eingegliedert.
Von 1960 bis 2015 war es Teil der Region Auvergne, die 2016 in der Region Auvergne-Rhône-Alpes aufging.

## Städte
Die bevölkerungsreichsten Gemeinden des Départements Cantal sind:
| Stadt            | Einwohner (2022) | Arrondissement |
| ---------------- | ---------------- | -------------- |
| Aurillac         | 26.189           | Aurillac       |
| Saint-Flour      | 6.390            | Saint-Flour    |
| Arpajon-sur-Cère | 6.363            | Aurillac       |

## Verwaltungsgliederung

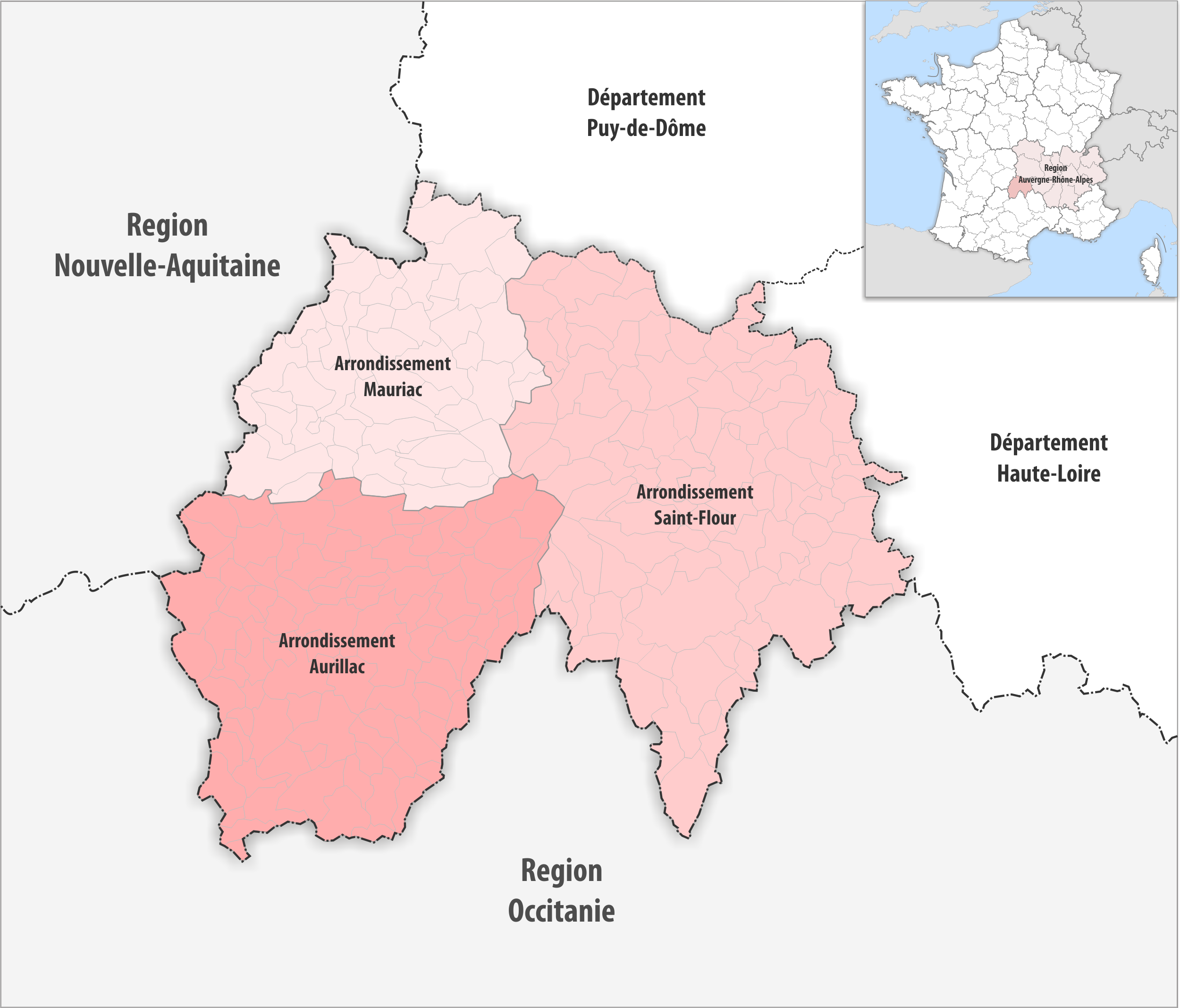
Gemeinden und Arrondissemente im Département Cantal

Das Département Cantal gliedert sich in 3 Arrondissements, 15 Kantone und 246 Gemeinden:
| Arrondissement     | Kantone | Gemeinden | Einwohner 1. Januar 2022 | Fläche km² | Dichte Einw./km² | Code INSEE |
| ------------------ | ------- | --------- | ------------------------ | ---------- | ---------------- | ---------- |
| Aurillac           | 8       | 93        | 82.808                   | 1.936,92   | 43               | 151        |
| Mauriac            | 3(+1)   | 55        | 24.990                   | 1.278,47   | 20               | 152        |
| Saint-Flour        | 4(+1)   | 102       | 36.601                   | 2.510,59   | 15               | 153        |
| Département Cantal | 15      | 250       | 144.399                  | 5.725,98   | 25               | 15         |

Siehe auch:
- Liste der Gemeinden im Département Cantal
- Liste der Kantone im Département Cantal
- Liste der Gemeindeverbände im Département Cantal

## Wirtschaft
Das Département ist namensgebend für die Käsesorte Cantal.

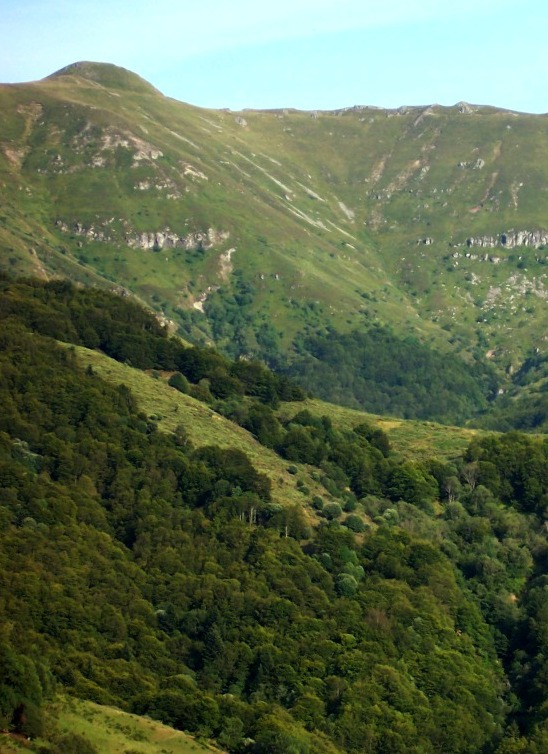
Plomb du Cantal, der höchste Berg im Département
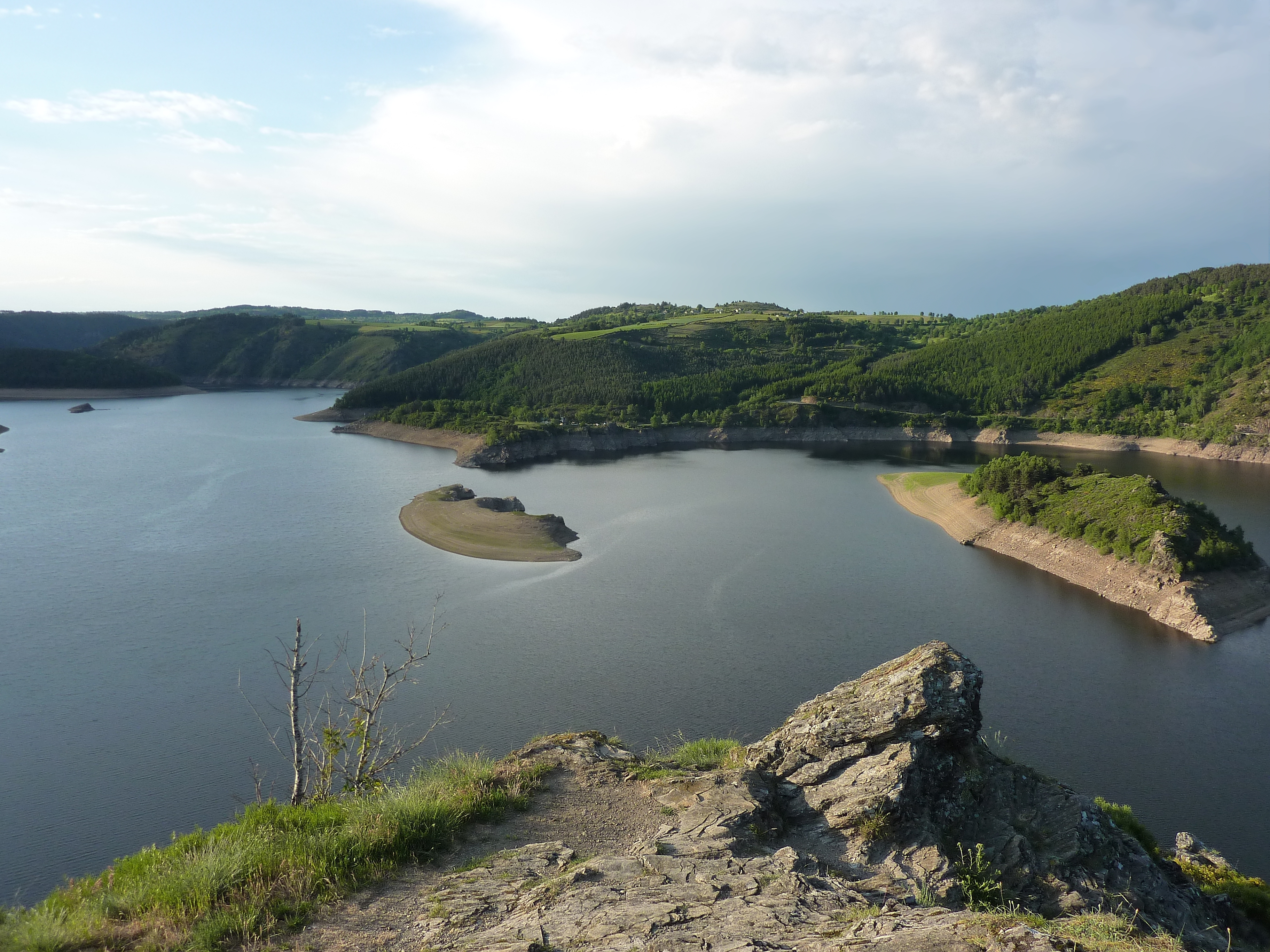
Fluss Truyère am Stausee von Grandval
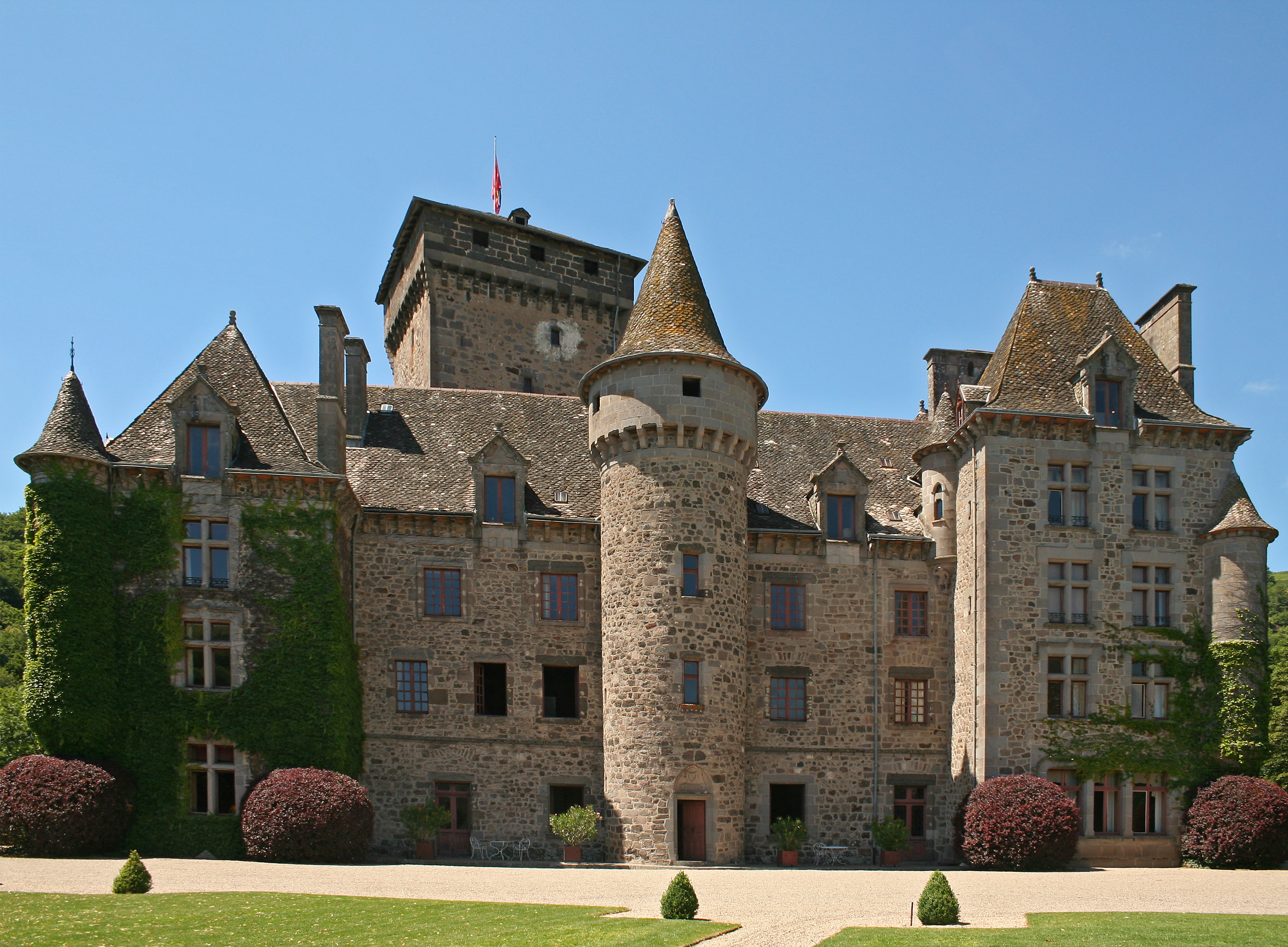
Schloss Pesteils